# Staglina

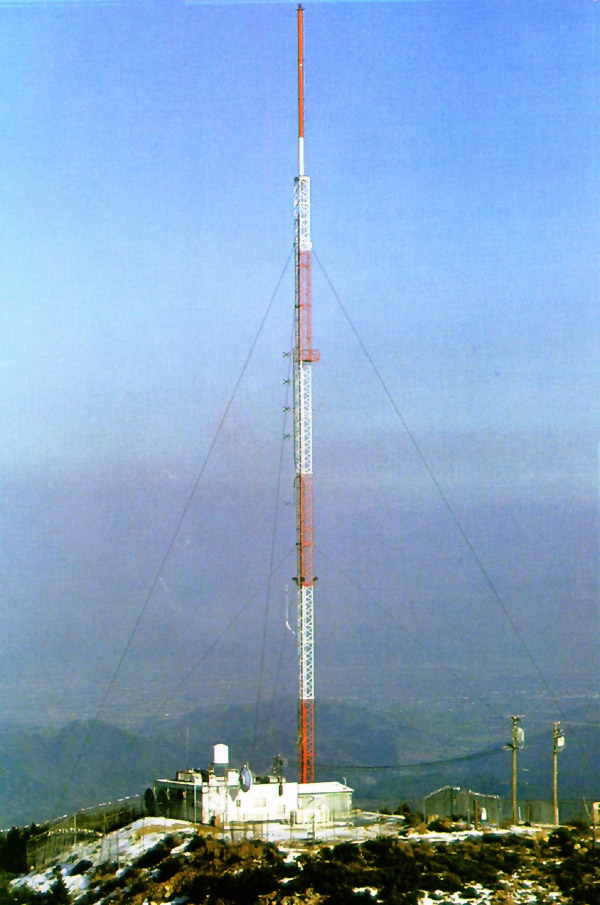

Staglina är en lina som sitter fast i marken för att stadga till exempel en mast.
Linorna är i allmänhet gjorda av galvaniserat stål. Vid riktigt höga master är markfästpunkterna inhägnade för att undvika sabotage.
När is bildas på masten och dess staglinor kan vara farliga att gå nära dessa, då nedstörtande is kan orsaka allvarliga skador eller till och med dödsfall.